# Omar Alderete
Omar Federico Alderete Fernández (* 26. Dezember 1996 in Asunción) ist ein paraguayischer Fußballspieler, der beim AFC Sunderland unter Vertrag steht. Der Innenverteidiger ist seit November 2018 paraguayischer Nationalspieler.

## Karriere

### Verein

#### Anfänge in Paraguay
Der in der paraguayischen Hauptstadt Asunción geborene Omar Alderete begann mit dem Fußballspielen beim lokalen Verein Cerro Porteño. In seiner Jugendzeit war er noch auf der Position des Stürmers aktiv, wurde jedoch mit 15 Jahren zum Innenverteidiger umgeschult. Am 12. Mai 2016 (16. Spieltag der Apertura) gab er bei der 0:1-Auswärtsniederlage gegen den Club Rubio Ñu sein professionelles Debüt in der höchsten paraguayischen Spielklasse. Sein erstes Tor gelang ihm in seinem dritten Einsatz am 1. August 2016 (5. Spieltag der Clausura) beim 2:0-Auswärtssieg gegen den Club Guaraní. In diesem Spieljahr 2016 bestritt Alderete acht Ligaspiele, in denen er einen Torerfolg verzeichnen konnte. Bis zu seinem Wechsel Anfang August 2017 bestritt er in der Saison 2017 neun Ligaspiele für die Ciclón.

#### Wechsel nach Argentinien
Am 4. August 2017 wechselte Omar Alderte auf Leihbasis für die gesamte Saison 2017/18 zum argentinischen Erstligisten Gimnasia y Esgrima La Plata. Bevor er eine Partie für Gimnasia auflaufen konnte, geriet Alderete in die Schlagzeilen, als nach dem Diebstahl des Smartphones seiner Freundin ein Nacktbild von ihm im Internet auftauchte. Sein Debüt bestritt er am 26. August 2017 beim 4:4-Unentschieden gegen den CSD Defensa y Justicia. Beim Verein aus La Plata etablierte er sich rasch als Stammspieler. Am 31. März 2018 (21. Spieltag) erzielte er bei der 1:3-Heimniederlage gegen die Argentinos Juniors sein erstes Saisontor. Nach 22 Ligaeinsätzen, in denen er ein Tor erzielen konnte, kehrte er nach Paraguay zurück.
Nachdem er sich bei Gimnasia empfehlen konnte, sicherte sich der Ligakonkurrent CA Huracán am 20. Juli 2018 80 % der Transferrechte Omar Alderetes für eine Ablösesumme in Höhe von 1,6 Mio. US-Dollar. Bei seinem neuen Verein traf er auf seinen Landsmann Saúl Salcedo, der sich bereits zuvor den Globo angeschlossen hatte. Im Gegensatz zu dem acht Monate jüngeren Salcedo, gelang Alderete nicht der Durchbruch in die Startformation. Wenn er eingesetzt wurde, musste er häufig auf die linke Außenverteidigung ausweichen. Den erfahrenen Innenverteidiger Federico Mancinelli sowie den bevorzugten Salcedo ersetzte er nur in seltensten Fällen. Er beendete die Saison mit acht Ligaeinsätzen und absolvierte zusätzlich fünf Spiele in der Copa Libertadores sowie zwei Partien in der Copa Argentina.

#### FC Basel
Am 4. Juni 2019 gab der Schweizer Erstligisten FC Basel die Verpflichtung Alderetes bekannt, wo er einen Vierjahresvertrag unterzeichnete und als Ersatz für den abgewanderten Marek Suchý eingeplant wurde. Sein Debüt bestritt er am 19. Juli 2019 (1. Spieltag) beim 4:1-Auswärtssieg gegen den FC Sion. Vier Tage später erzielte er bei der 2:3-Auswärtsniederlage gegen die PSV Eindhoven in der 2. Qualifikationsrunde zur UEFA Champions League 2018/19 sein erstes Tor. Bei den Bebbi etablierte er sich in der Saison 2019/20 rasch in der Startformation von Cheftrainer Marcel Koller. Am 1. Dezember 2019 (16. Spieltag) traf er beim 3:0-Heimsieg gegen den BSC Young Boys erstmals in der höchsten Schweizer Spielklasse. In dieser Spielzeit absolvierte er 28 Ligaspiele, in denen ihm zwei Tore gelangen.

#### Über Berlin nach Spanien
Anfang Oktober 2020 wechselte Alderete kurz vor dem Ende der Transferperiode in die Bundesliga zu Hertha BSC. Der Innenverteidiger kam unter dem Cheftrainer Bruno Labbadia und dessen Nachfolger Pál Dárdai 17-mal in der Bundesliga zum Einsatz und stand dabei 14-mal in der Startelf.
Nachdem Alderete mit dem Wunsch an die Vereinsführung herangetreten war, in die spanische Primera División zu wechseln, schloss er sich zur Saison 2021/22 für ein Jahr auf Leihbasis dem FC Valencia an, der über eine Kaufoption verfügte. Dort kam er 29-mal in der Liga zum Einsatz, stand 28-mal in der Startelf und erzielte zwei Tore. Da der FC Valencia auf dem 9. Platz die internationalen Ränge verpasste, wurde eine Kaufpflicht nicht aktiviert. Auf das Ziehen der Kaufoption verzichtete der Verein aus finanziellen Gründen.
Zur Sommervorbereitung 2022 kehrte Alderete, der für Verhandlungen mit anderen Vereinen freigestellt wurde, nicht zurück. Nachdem ein Wechsel zum FC Getafe geplatzt war, stieg er in Berlin in das Training ein. Dort trainierte er jedoch nicht mit der Mannschaft unter dem neuen Cheftrainer Sandro Schwarz, sondern lediglich individuell. Kurze Zeit später wurde Alderete erneut freigestellt, um sich in Madrid mit seinem Privattrainer fit halten zu können. Mitte August 2022 wechselte er schließlich bis zum Ende der Saison 2022/23 auf Leihbasis zum Madrider Vorstadtklub FC Getafe. Zur Saison 2023/24 wurde er fest verpflichtet.

#### Wechsel nach England
Im August 2025 wechselte er zum AFC Sunderland und unterschrieb dort einen Vertrag bis 2029.

### Nationalmannschaft
Mit der paraguayischen U-17-Nationalmannschaft nahm Omar Alderete an der U-17-Südamerikameisterschaft 2013 in Argentinien teil, wo er in acht von neun Spielen auf dem Platz stand. Zwei Jahre später war er mit der U-20 bei der U-20-Südamerikameisterschaft in Uruguay im Einsatz. Bei diesem Wettbewerb bestritt er sieben Spiele und anschließend noch vier weitere Testspiele bis Mai 2016.
Am 20. November 2018 debütierte Alderete beim 1:1-Unentschieden gegen Südafrika für die A-Auswahl. Bei der Copa América 2021 bestritt Alderete zwei Spiele, dabei stand er einmal in der Startelf.